# Damaged (Black Flag)
| Recensione                        | Giudizio        |
| --------------------------------- | --------------- |
| AllMusic                          | [ 1 ]           |
| Robert Christgau                  | A-              |
| The New Rolling Stone Album Guide | [ 3 ]           |
| Sputnikmusic                      | 4.0 (Excellent) |
| Piero Scaruffi                    | [ 5 ]           |
| Ondarock                          | Pietra miliare  |
| Dizionario del Pop-Rock           | [ 7 ]           |
| 24.000 dischi                     | [ 8 ]           |

Damaged è l'album di debutto della band hardcore di Los Angeles Black Flag. Il disco, uscito nel novembre del 1981, fu in gran parte ignorato dalla critica e dal pubblico, ma in seguito è stato riconosciuto come uno degli album fondamentali ed influenti del genere punk.

## Il disco
Originariamente il disco venne pubblicato per la Unicorn Records ma, sottoposto a censura, incontrò grandi difficoltà di distribuzione. Il chitarrista della band, Greg Ginn, decise quindi di far usciree l'album per la propria etichetta, la SST Records che, in seguito pubblicherà anche tutti gli altri album dei Black Flag.
Il disco è un concentrato di brani velocissimi, raramente superiori ai tre minuti, e molto energiche. I testi, invece, sono molto ermetici, ma capaci di esprimere in pochi versi l'alienazione di una metropoli come Los Angeles e la rabbia della sottocultura punk della città degli angeli.
La copertina, raffigurante un'immagine del cantante Henry Rollins nell'atto di rompere con un pugno uno specchio, venne scattata dal fotografo Ed Colver. L'effetto fu ottenuto rompendo lo specchio con un martello, mentre l'effetto del sangue sul polso di Rollins, è il risultato di una miscela di inchiostro rosso e caffè.

## Curiosità
La rivista Rolling Stone l'ha inserito al 340º posto della sua lista dei 500 migliori album .
La prima traccia dell'album, Rise Above è stata utilizzata anche dai produttori hip hop come campionamento per le loro canzoni. Tra le più celebri ricordiamo Buck Whylin' di Terminator X, And What You Give is What You Get dei Beastie Boys, Real Niggaz Don't Die degli NWA e Holy Rum Swig dell'X-Clan.

## Tracce
Lato A
1. Rise Above – 2:17 (Greg Ginn)
2. Spray Paint the Walls – 0:32 (Chuck Dukowski, Greg Ginn)
3. Six Pack – 2:18 (Greg Ginn)
4. What I See – 1:47 (Chuck Dukowski)
5. T.V. Party – 3:11 (Greg Ginn)
6. Thirsty & Miserable – 2:05 (Medea (Medea Jones), Dez Cadena (Dennis Paul Cadena), Robo (Roberto Valverde))
7. Police Story – 1:30 (Greg Ginn)
8. Gimmie Gimmie Gimmie – 1:50 (Greg Ginn)

Lato B
1. Depression – 2:45 (Greg Ginn)
2. Room 13 – 2:03 (Medea, Greg Ginn)
3. Damaged II – 3:23 (Greg Ginn)
4. No More – 2:23 (Chuck Dukowski)
5. Padded Cell – 1:50 (Chuck Dukowski, Greg Ginn)
6. Life of Pain – 2:48 (Greg Ginn)
7. Damaged I – 3:50 (Henry Rollins, Greg Ginn)

## Formazione
- Henry Rollins - voce solista
- Greg Ginn - chitarra solista, voce
- Dez Cadena - seconda chitarra, voce
- Charles Dukowski - basso, voce
- ROBO - batteria, voce

Note aggiuntive
- Spot e Black Flag - produttori
- Registrazioni effettuate al Unicorn Studios di Hollywood, California (Stati Uniti)
- Spot e Francis Buckley - ingegneri delle registrazioni
- Chuck Vogt - assistente ingegneri delle registrazioni
- Ed Colver - fotografie copertina album[13]